# Zdravko Marić
Zdravko Marić (ur. 3 lutego 1977 w Slavonskim Brodzie) – chorwacki ekonomista i urzędnik państwowy, w latach 2016–2022 minister finansów, w latach 2019–2022 także wicepremier, parlamentarzysta.

## Życiorys
W 2000 ukończył studia ekonomiczne na Uniwersytecie w Zagrzebiu. W 2007 został absolwentem programu zarządzania finansami publicznymi w John F. Kennedy School of Government w ramach Uniwersytetu Harvarda. W 2008 doktoryzował się w zakresie ekonomii na macierzystej uczelni.
W 2001 zatrudniony jako asystent w stołecznym instytucie ekonomicznym. W 2006 przeszedł do pracy w ministerstwie finansów, gdzie został doradcą ministra Ivana Šukera. W 2008 awansował na stanowisko sekretarza stanu w tym resorcie, odpowiadając m.in. za budżet. Brał aktywny udział w zespole negocjującym warunki członkostwa Chorwacji w Unii Europejskiej, kierując grupą odpowiedzialną za rozdział poświęcony budżetowi i regulacjom finansowym. Po zmianie władzy i objęciu urzędu ministra finansów przez socjaldemokratę Slavka Linicia nie przyjął propozycji pozostania na dotychczasowej funkcji. W 2012 odszedł z administracji rządowej, został zatrudniony w koncernie handlowym Agrokor jako dyrektor wykonawczy ds. strategii i kapitału.
W styczniu 2016 z rekomendacji Chorwackiej Wspólnoty Demokratycznej objął urząd ministra finansów w rządzie Tihomira Oreškovicia. W przedterminowych wyborach w tym samym roku uzyskał mandat posła do Zgromadzenia Chorwackiego. W październiku 2016 w nowo utworzonym rządzie Andreja Plenkovicia ponownie stanął na czele resortu finansów. W lipcu 2019 objął dodatkowo urząd wicepremiera.
W 2020 z powodzeniem ubiegał się o poselską reelekcję. W lipcu tegoż roku w drugim gabinecie dotychczasowego premiera utrzymał stanowiska wicepremiera oraz ministra finansów. W lipcu 2022 zrezygnował z obydwu stanowisk, kończąc urzędowanie w tym samym miesiącu.